# Dermatolithon
Dermatolithon Foslie, 1898  é o nome botânico  de um gênero de algas vermelhas pluricelulares da família Corallinaceae, subfamília Corallinaceae.

## Espécies
Atualmente apresenta 5 espécies taxonomicamente válidas:
- Dermatolithon ascripticium (Foslie) Setchell & L.R. Mason, 1943
- Dermatolithon nodulosum Y.M. Chamberlain, 1954
- Dermatolithon polycephalum Foslie
- Dermatolithon steinitzii Lemoine, 1966
- Dermatolithon veleroae E.Y. Dawson, 1944